# فرانك بي. فاي
فرانك بي. فاي (بالإنجليزية: Frank B. Fay)‏ هو سياسي أمريكي، ولد في 24 يناير 1821 في الولايات المتحدة، وتوفي في 20 مارس 1904 في تشيلسي في الولايات المتحدة. حزبياً، نشط في حزب اليمين والحزب الجمهوري. وقد انتخب عضو مجلس نواب ماساتشوستس.